# Aripiprazol
Aripiprazol (bekend onder de merknaam Abilify) is een medicijn dat onder andere gebruikt wordt bij mensen die aan een psychose lijden, vooral zoals dat voorkomt bij schizofrenie. Het is een atypisch antipsychoticum. Dit medicijn is verkrijgbaar met een recept bij de apotheek en is te verkrijgen in tabletten en capsules van 1 mg,  2,5 mg, 5 mg, 10 mg, 15 mg en 30 mg.
Aripiprazol is een derivaat van quinolinon. Het heeft een uniek werkingsmechanisme: partieel agonisme van de dopamine D2-receptoren en eveneens partieel agonist van serotonine 5-HT1a-receptoren en antagonist van 5HT2a-receptoren. Het geneesmiddel wordt geproduceerd door Otsuka  Pharmaceutical i.s.m. Bristol-Myers Squibb en sinds 2011 ook samen met Lundbeck. In 2015 zijn de patenten verlopen en inmiddels zijn er generieke middelen te koop van meerdere fabrikanten.

## Bijwerkingen
Er bestaan gezondheidsrisico's bij het gebruik van aripiprazol. De volgende bijwerkingen kunnen voorkomen:
- Soms
  - Afvlakking van het gevoelsleven
  - Bewegingsstoornissen
- Zelden
  - Hoofdpijn, slapeloosheid, Depressie
  - Maag-darmklachten (misselijkheid, buikpijn, zuurbranden, obstipatie)
  - Kwijlen
  - Droge ogen
  - Zwak gevoel
  - Sufheid, slaperigheid, duizeligheid
  - Gewichtstoename of gewichtsafname
  - Plasproblemen
  - Snelle hartslag
- Zeer zelden
  - Hartkloppingen, hartritmestoornissen
  - Duizeligheid
  - Maligne neurolepticasyndroom
  - Rusteloze benen
  - Trombose
  - Epileptische aanvallen
  - Slikproblemen
  - Leveraandoeningen
  - Haaruitval
  - Overgevoeligheid voor zonlicht
  - Bloedafwijkingen

Op 11 april 2005 heeft de Amerikaanse Food and Drug Administration een waarschuwing uitgegeven dat bij ouderen, die dement zijn en een gedragsstoornis hebben, aripiprazol de sterftekans met een factor 1,6 tot 1,7 doet toenemen.

## Depot
De depotvariant van aripiprazol (Abilify Maintena) is per 15 november 2013 toegestaan in de EU als onderhoudsbehandeling voor volwassenen met schizofrenie.
Volgens de CHMP is het middel even effectief als de orale vorm met een vergelijkbaar veiligheidsprofiel. Een nadeel is de (hanteerbare) pijn die het toedienen van de injectie geeft, een voordeel dat patiënten zich door de maandelijkse toediening makkelijker zouden kunnen houden aan hun behandeling.
Voorafgaande aan het gebruik is stabilisatie met de orale variant vereist. De injectie dient intramusculair toegediend te worden door een arts of verpleegkundige.
Naast de werkzame stof aripiprazol bevat het middel de hulpstoffen sulfobutylether, β-cyclodextrine (SBECD), wijnsteenzuur, natriumhydroxide en water voor de injectie.
Kosten van het poeder voor de suspensie zijn ca. € 400 (exclusief de injectievloeistof en apothekerskosten). Hieruit kunnen ongeveer 40 gemiddelde doseringen worden klaargemaakt.